# 專營
專營一般是指由政府授權商人獨家經營某些業務，在相關範疇內政府以立法或行政等方法確保沒有競爭者加入，條件是業者服務及利潤水平由政府管制。而在中国大陆專營事实上可以是政府自己组织成立附属的专门行业的大财团直接运作相关行业，同时基本在法例乃至实际操作中防止新的经营者加入行业竞争，例如中国大陆当下石化、冶炼、交通运输、通讯、金融等都有这样的情况（自然不是专营就是垄断而已）。古代的食鹽、開採鐵礦等多由官府專營，稱為「專賣」。

## 另見
- 專賣
- 专利
- 专政
- 國營
- 壟斷